# Johannes Johansson (tonsättare)
Anders Carl Johannes Johansson, född 3 december 1951 i Malmö, död 30 maj 2012 i Stockholm, var en svensk tonsättare, kyrkomusiker och musikchef. Han var rektor vid Kungliga Musikhögskolan i Stockholm från 2006 till sin bortgång. Under åren 1999–2005 var han prefekt för Musikhögskolan i Malmö. 
Han var ledamot av Kungliga Musikaliska Akademien samt Honorary Member vid såväl Royal College of Music som Guildhall School of Music and Drama i London. 2004–2011 var han president för AEC (Association Européenne des Conservatoires, Académies de Musique et Musikhochschulen). Som tonsättare arbetade Johansson under senare år framför allt med vokalmusik och med musik inom mix-formen instrument/högtalare. Han var ofta anlitad som sakkunnig i Sverige och utomlands.[källa behövs]